# Ebota
Ebota (Dime, VII secolo a.C. – dopo il 756 a.C.) è stato un atleta greco antico.

## Biografia
Ebota, Figlio di Enia, visse a Dime in Acaia e fu il primo acheo a vincere i Giochi olimpici antichi nel 756 a.C. nella competizione dello stadio.
Secondo Pausania nonostante la vittoria, non ricevette alcun onore dai suoi concittadini. Allora pregò gli Dei di non concedere altre vittorie agli Acheiː la preghiera fu esaudita e per circa trecento anni nessun acheo riuscì a vincere nelle gare olimpiche. 
Su responso dell'Oracolo di Delfi, gli Achei decisero di erigergli una statua in Olimpia e un'altra nel territorio di Dimeː dopo questo gesto l'acheo Sostrato di Pellene riuscì nell'LXXX Olimpiade (46O a.C.) a vincere nello stadio. Da allora divenne una consuetudine compiere un sacrificio sulla statua ad Ebota prima di gareggiare ad Olimpia.